# Talisman
En talisman er en genstand, som tillægges bestemte magiske eller sakramentale egenskaber, der giver lykke og held for ejeren eller beskyttelse mod ondskab og/eller skade.